# هوارد كلارك
هوارد كلارك (بالإنجليزية: Howard Clark)‏ (19 سبتمبر 1968 بكوفنتري في المملكة المتحدة - ) هو لاعب كرة قدم بريطاني في مركز الدفاع. لعب مع شروزبري تاون وكوفنتري سيتي ونادي كرولي تاون ونادي هيرفورد ونونيتون بورو ‏ وHinckley Town F.C. ‏ ودارلينجتون إف سى.

## وصلات خارجية
- هوارد كلارك على موقع قاعدة بيانات كرة القدم.إي يو (الإنجليزية)
- هوارد كلارك على موقع Soccerbase.com (لاعب) (الإنجليزية)